# Coniochaeta polysperma
Coniochaeta polysperma är en svampart som beskrevs av Furuya & Udagawa 1976. Coniochaeta polysperma ingår i släktet Coniochaeta och familjen Coniochaetaceae.   Inga underarter finns listade i Catalogue of Life.